# Hannah England
Hannah England (Regne Unit, 6 de març de 1987) és una atleta britànica, especialista en la prova de cursa de mitjana distància, amb la qual va arribar a ser campiona mundial el 2011.

## Carrera esportiva
Al Mundial de Daegu 2011 va guanyar la medalla de plata en els 1500 metres, amb un temps de 4:05.68, després de la nord-americana Jennifer Simpson i per davant de la catalana Natalia Rodríguez que va guanyar el bronze.